# Daniel Schreiber (Autor)

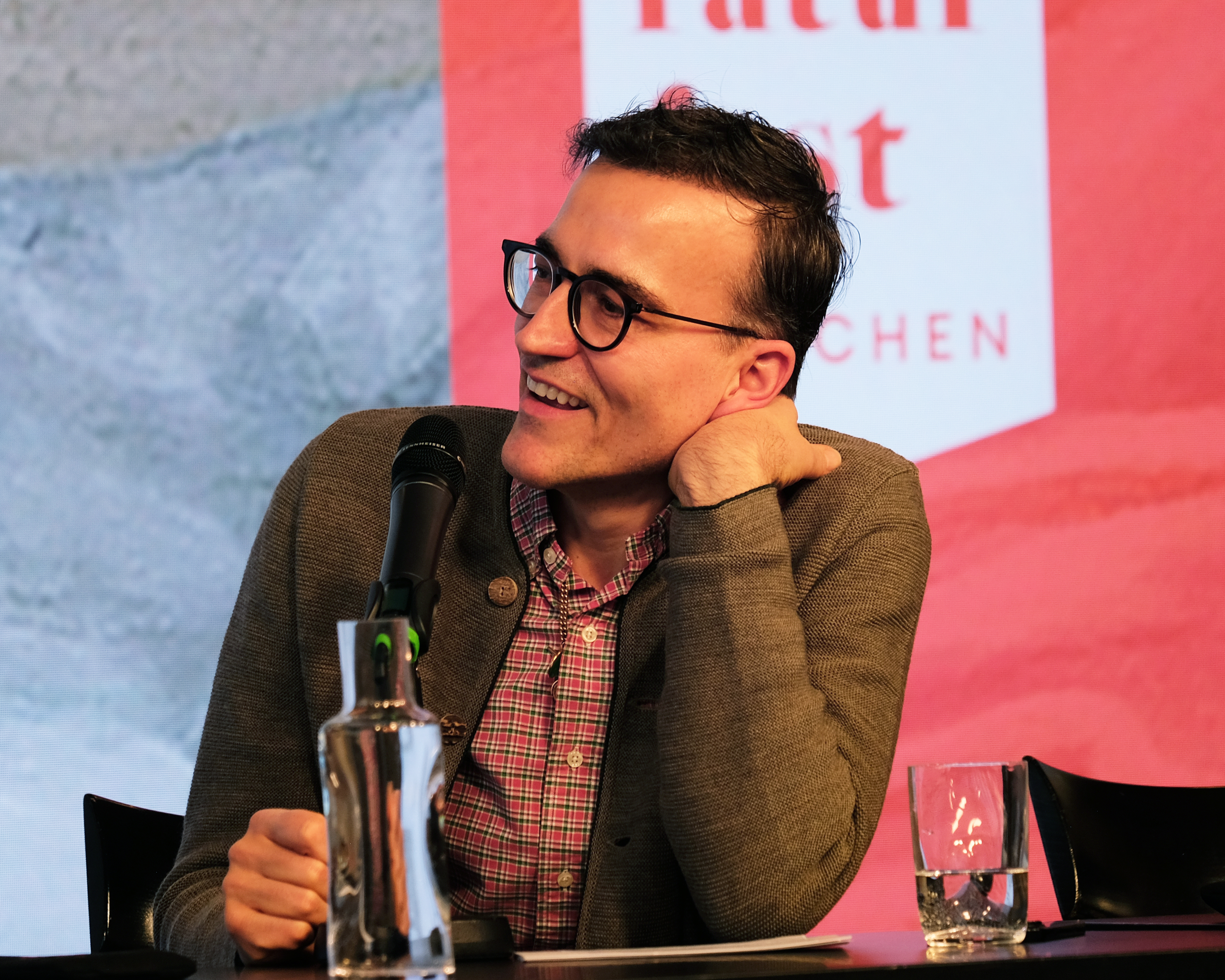
Daniel Schreiber (2025)

Daniel Schreiber (* 1977 in Mecklenburg-Vorpommern) ist ein deutscher Schriftsteller und Journalist.

## Leben und Werk
Daniel Schreiber wuchs in Mecklenburg-Vorpommern auf. Nach seinem Abitur im Jahr 1996 studierte er mithilfe der Studienstiftung des deutschen Volkes und der Fulbright-Kommission in Berlin und New York Allgemeine und Vergleichende Literaturwissenschaft, Slawistik, Theaterwissenschaft und Performance Studies. Er lebte sechs Jahre lang in New York, wo er das Buch Susan Sontag. Geist und Glamour schrieb. 2014 erschien die Biografie in amerikanischer Übersetzung als Susan Sontag. A Biography. 2009, nach seiner Rückkehr nach Berlin, arbeitete er ein Jahr lang als Redakteur beim Kunstmagazin Monopol und wechselte danach zur Politikzeitschrift Cicero, wo er bis Ende 2012 das Kulturressort leitete.
Seine Texte sind in Die Zeit, im Tagesspiegel, in den Zeitschriften Weltkunst, Du, Philosophie Magazin, Literaturen und Theater heute, im Deutschlandradio Kultur und in vielen Kunstkatalogen und Aufsatzsammlungen erschienen. Für taz verfasste er die monatliche Kolumne Nüchtern. Für das ZEITmagazin Online schrieb er im Wechsel mit der Autorin Tania Witte die Kolumne Andersrum ist auch nicht besser. Im August 2014 erschien sein Buch Nüchtern. Über das Trinken und das Glück im Hanser Verlag Berlin, in dem er seine persönliche Geschichte erzählt und sich mit der deutschen Einstellung zum Trinken auseinandersetzt. Schreibers Buch Zuhause. Die Suche nach dem Ort, an dem wir leben wollen (2017) handelt unter anderem von seiner Kindheit in der DDR und seiner Homosexualität. Katrin Göring-Eckardt lobte das Buch in der FAS.

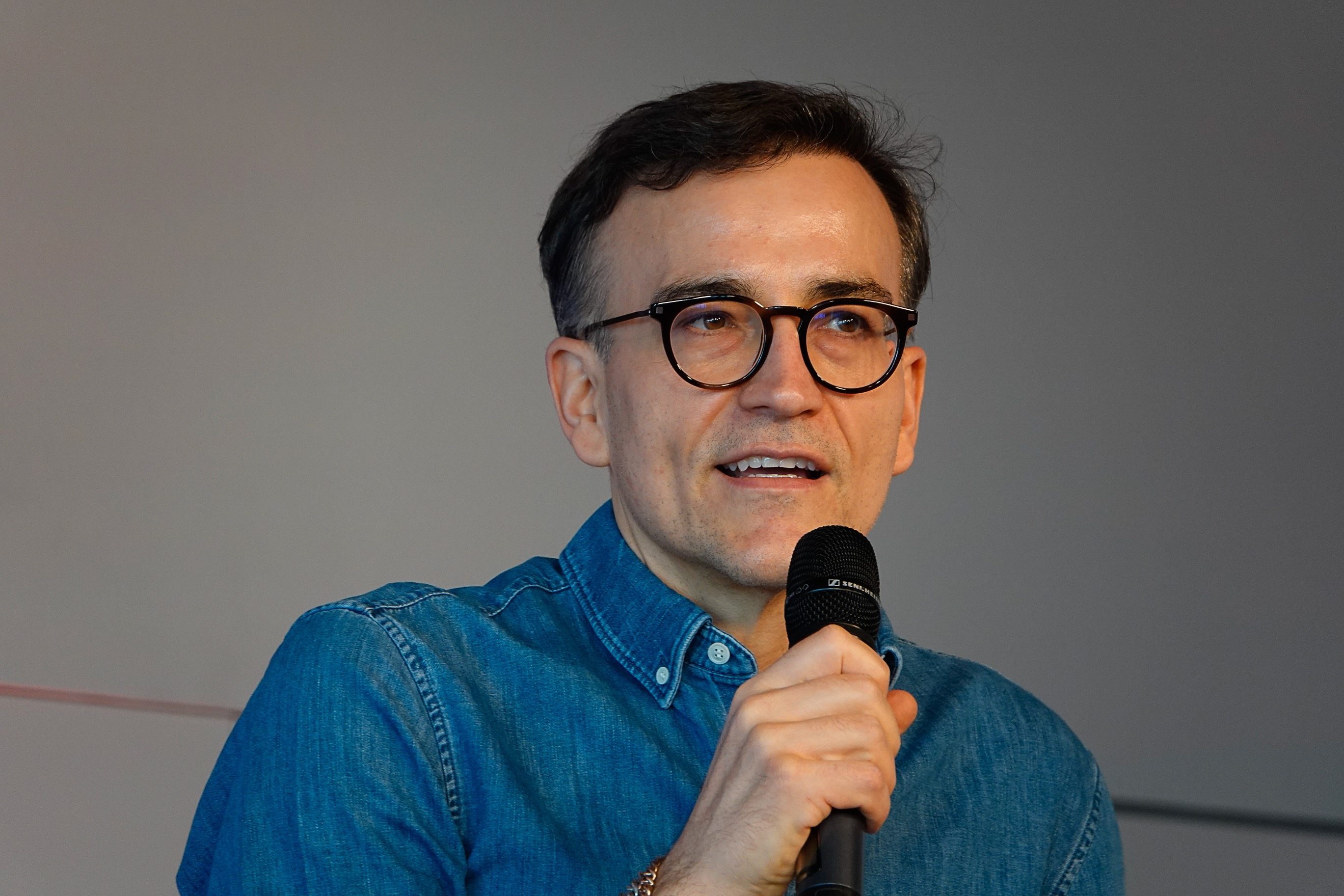
Daniel Schreiber, Kurator des Literaturfests München 2025

2025 war Daniel Schreiber Kurator des Literaturfests München, das er unter das Motto „Sprachen der Liebe. Wie wollen wir leben?“ stellte.
Er ist Gründungsmitglied des PEN Berlin. Schreiber lebt in Berlin.

## Auszeichnungen
- 2025: Metropolenschreiber Ruhr[14]
- 2022/23: Stipendiat im Internationalen Künstlerhaus Villa Concordia in Bamberg[15]
- 2006: Mannheimer Literaturpreis (2. Preis) für Aus der Ferne

## Bücher
- Susan Sontag. Geist und Glamour. Biographie. Aufbau, Berlin 2007 (als Taschenbuch 2009), ISBN 978-3-7466-2519-5.
- Susan Sontag. A Biography. Translated from the German by David Dollenmayer. Northwestern University Press, Chicago 2014, ISBN 978-0-8101-2583-4.
- Nüchtern. Über das Trinken und das Glück. Hanser Berlin, Berlin 2014, ISBN 978-3-446-24650-8.
- Zuhause. Die Suche nach dem Ort, an dem wir leben wollen. Hanser Berlin, Berlin Frühjahr 2017, ISBN 978-3-446-25474-9.
- mit Johann König: Blinder Galerist. Propyläen, Berlin 2019, ISBN 978-3-549-07642-2.
- Allein. Hanser Berlin, Berlin 2021, ISBN 978-3-446-26792-3.
- Die Zeit der Verluste. Hanser Berlin, Berlin 2023, ISBN 978-3-446-27800-4.[16]